# Scintilator
Scintilator je materijal koji gama zračenje pretvara u vidljivu svjetlost (scintilacija) i tako ga određuje ili detektira. Kada neki materijali apsorbiraju ionizirajuće zračenje, dio upijene energije pobudi atome sredstva u viša energijska stanja, iz kojih se vraćaju emisijom vidljive svjetlosti. Pojava se zove luminiscencija ili bljeskovi emitirane svjetlosti scintilacije. Zbog toga se slike dobivene korištenjem scintilacijskih detektora nazivaju scintigrami. Intenzitet i trajanje pojedinačne scintilacije premali su za rutinsku detekciju. Stoga se koriste pojačivači ili fotomultiplikatorske cijevi. Scintilator i fotomultiplikatorska cijev zajedno čine scintilacijski brojač.
Dio energije koju gama zraka ostavlja u scintilatoru, a koji se kasnije vraća u obliku scintilacija (svjetlosni bljesak), gotovo je neovisan o energiji gama zrake. Zbog toga i zbog stalnog pojačanja u fotomultiplikatorkoj cijevi, izlazni električni puls razmjeran je energiji apsorbirane gama zrake. Ta činjenica omogućava uporabu scintilacijskih brojača kao dozimetara i mogućnost odabiranja samo onih događaja koji rezultiraju pulsom određene veličine, tj. spektralnu analizu. U potonjem je slučaju nužna uporaba elektroničkog sklopa koji se zove diskriminator veličine pulsa. Njegova je funkcija da propušta samo one pulseve čija je veličina (napon) u tzv. prozoru, iznad donjeg, a ispod gornjeg praga prozora. Na taj način možemo izdvojeno registrirati samo jedan u smjesi više radionuklida i, što je još važnije, izdvajati razne načine apsorpcije game zrake.
Foton apsorbiran fotoefektom ostavit će veću energiju u scintilatoru od fotona koji je doživio Comptonovo raspršenje. Višestruka Comptonova raspršenja ostavljaju razmazani, prostorno slabo definirani trag u apsorberu. Uklanjanje registracije tih događaja (putem propuštanja samo onih pulseva koji su posljedica foto efekta) znatno poboljšava rezoluciju scintigrama.

## Povijest
Prvi uređaj za promatranje radioaktivnih zraka je konstruirao William Crookes 1903. i nazvao ga spintariskop (grčki spinter znači iskra). On se sastoji od metalnog valjka duljine oko 40 mm, na čijem dnu se nalazi fluorescentni zaslon prevučen slojem cinkovog sulfida (ZnS). Scintilacije nastaju zbog toga što alfa-čestice, kao i druge vrste ionizirajućeg zračenja, nailaskom na atome cinkovog sulfida predaju im svoju energiju. Zbog toga atomi se pobuđuju, te zrače luminiscentnu svjetlost. Na taj način pri svakom udaru alfa-čestice ili neke druge ionizirajuće čestice, na zaslonu se pojavi bljesak svjetlosti u vidu iskre, koja se odmah ugasi.

## Kristal natrijevog jodida
Najpogodniji scintilator je kristal natrijevog jodida aktiviran s oko 5 % talijevog jodida (NaJ-Tl). Dodatak talija omogućava scintilacije pri sobnim temperaturama. Prednosti kristala NaJ-Tl su:
- velika osjetljivost detekcije gama zrake, zbog velike gustoće i visokog atomskog broja joda,
- relativno visoka učinkovitost konverzije energije gama zrake u svjetlost (oko 10 %) i
- kratko vrijeme pojedinačne scintilacije omogućava da se bez gušenja registriraju visoki izbroji (veći od 104 u sekundi).

Naravno, gama zrake se mogu detektirati i drugim vrstama detektora, kao što se kristal NaJ-Tl može koristiti i za registraciju ostalih ionizirajućih zračenja. Kada se kristal NaJ-Tl koristi u dijagnostici, najčešće je u obliku tzv. brojača s rupom (engl. well counter). Uzorak se postavlja u šupljinu u sredini kristala, koji ga gotovo potpuno okružuje. Time se maksimalizira osjetljivost mjerenja, dok se pozadinsko zračenje smanjuje masivnom olovnom zaštitom.

## Primjena metoda scintilacijskih mjerenja

### Metoda mjerenja vrlo niskih koncentracija
Najvažnija direktna nuklearno-medicinska pretraga je radioimunoesej (RIA). RIA metodom moguće je točno izmjeriti vrlo niske koncentracije hormona, lijekova i drugih tvari, koje nije moguće registrirati standardnom laboratorijskom dijagnostikom. Metoda se zasniva na obilježavanju ispitivane tvari (ili njenog antitijela) radionuklidom. Komponenta poznate aktivnosti pomiješa se sa stabilnim komplementom. Kompleks antigen-antitijelo bit će tim više što je veća koncentracija antigena (ispitivane tvari). Visoka osjetljivost RIA metode rezultat je dva čimbenika:
- visoke osjetljivosti registracije gama zračenja (moguće je detektirati pojedinačne game zrake) i
- visoke specifičnosti reakcije antigen-antitijelo.

### Mjerenje obujma tjelesnih tekućina pomoću razrjeđenog radioindikatora
Obujme tjelesnih tekućina možemo procijeniti iz razrjeđenja intravaskularno (unutar krvnih žila) ubrizganog radioindikatora. Naprimjer, ispitaniku ubrizgamo 9 MBq tehnecija-99m, vezanog za humani serum albumin, u fiziološkoj otopini obujma 1 ml. Nakon nekoliko minuta taj će se radioobilježivač jednoliko razrijediti u obujmu plazme. Potom ispitaniku uzmemo uzorak krvi, odvojimo 1 ml plazme i izmjerimo njegovu radioaktivnost. Uzmimo da je rezultat 3 kBq. To znači da se 1 ml injektata razrijedio u 3000 puta većom obujmu (9 MBq:3 kBq=3000), tj. da je ubujam plazme našeg ispitanika 3 litre. Na sličan način, korištenjem radioindikatora koji se veže za eritrocite (Cr-51), možemo procijeniti ukupan obujam eritrocita. Također, ako je obujam raspodjele radioindikatora ukupan obujam vode u tijelu (kao što je to u slučaju tricija), moguće je procijeniti i taj fiziološki parametar. Prednost korištenja radioindikatora pred drugim, neradioaktivnim indikatorima jest visoka osjetljivost detekcije ionizirajućeg zračenja. Koristeći male količine radioaktivne tvari, izbjegavamo alergijske reakcije i druge neželjene posljedice.

### Kolimatorom izabiremo zračenje iz dijela tijela
U nuklearno-medicinskoj direktnoj dijagnostici mjerimo zračenja iz tijela ispitanika. Najčešće je radionuklid prostorno raspršen (npr. u krvi i u bubrezima), dok nas zanima zračenje iz samo jednog dijela tijela (npr. bubrega). U tu svrhu koristimo tzv. otvoreni kolimator gama zraka. Čini ga debeli plašt olova koji apsorbira sve gama fotone izvan vidnog polja, definiranog njegovom šupljinom.

### Radiohistogram je graf funkcije organa
Ako na izlaz sustava kolimiranog scintilacijskog brojača priključimo pisač, možemo registrirati vremenske promjene radioaktivnosti (koja je razmjerna količini radioindikatora/radioobilježivača) unutar vidnog polja kolimatora, tzv. radiohistogram. U praksi se koriste radioobilježivači čiji transport kroz neki organ ukazuje na njegovu funkciju.

### Skener stvara scintigram postepenim pretraživanjem
U još zahtjevnijoj primjeni, kada želimo napraviti sliku distribucije radionuklida (npr. scintigram štitnjače), potrebno je da na dio osjetljivog medija (scintilacijskog kristala) pada zračenje iz samo jednog, malog obujma štitinjače. Jezgre radioizotopa koji se nalazi posvuda u štitnjači zrače u svim smjerovima. Stoga se koristi tzv. fokusirajući kolimator koji priječi put svim gama zrakama izvan malog obujma u svom žarištu. Slika cijelog organa može se dobiti tako da detektor s fokusirajućim kolimatorom polako prelazi preko područja iznad organa. Istodobno se fotografski film osvjetljuje pokretnim izvorom, čije je gibanje mehanički povezano s detektorom. Intenzitet svjetla razmjeran je učestalosti obilježavanja scintilacijskog brojača, dakle i količini radioobilježivača u trenutnom žarištu kolimatora. Takav se detekcijski sustav naziva skener.
Scintigram dobiven skenerom dvodimenzionalni je prikaz gustoće radioobilježivača u sloju tijela definiranom dubinom žarišta kolimatora. Uporaba fokusirajućeg kolimatora drastično smanjuje osjetljivost mjerenja (u usporedbi s otvorenim kolimatorom) i relativno slabu rezoluciju, jer mu žarište nije točka, već konačan obujam. Stvaranje slike postepenim pretraživanjem je sporo, te je mogućnost registracije vremenskih promjena isključena. Zbog svega toga se skener danas više ne koristi.

### Gama kamera
Revolucija u nuklearno-medicinskoj dijagnostici dogodila se konstrukcijom tzv. gama kamere. Sastoji se od oko 40 cm velikog kristala NaJ-Tl, ispred kojeg je najčešće tzv. paralelni kolimator. Radi se o nekoliko centimetara debeloj olovnoj ploči s tisućama izbušenih, uskih kanalića (promjera reda veličine milimetra), postavljenih okomito na površinu kristala. Na taj se način omogućava da gama zraka koju apsorbira određeni dio kristala potiče od izvora upravo ispod njega. Još je potrebno odrediti mjesto pojedinih scintilacija. Zbog toga je na polenini kristala (debelog oko 1 cm) nalijepljeno nekoliko desetaka (do 75) fotomultiplikatorskih cijevi. Pojedina će scintilacija obasjati više fotokatoda, ali najviše one najbliže. Mjesto scintilacije elektronički se određuje iz raspodjele izlaznih veličina pojedinih fotomultiplikatorskih cijevi.
Za razliku od skenerskog postepenog pretraživanja, gama kamera je u svakom trenutku osjetljiva na cijelo područje ispod kristala. Time je otvorena mogućnost praćenja brzih promjena, tj. kinetike radioobilježivača. Za snimanja malih organa (najčešće štitnjače) koriste se posebni, tzv. kolimatori s rupicom, koji na principu tamne komore stvaraju uvećanu, obrnutu sliku u ravnini kristala.

### Računalna tomografija
Scintigrami dobiveni gama kamerom planarne projekcije su trodimenzionalne raspodjele radioobilježivača. Aktivnosti iznad i ispod superponiraju se s aktivnostima iz područja koje nas interesira. Te aktivnosti možemo smatrati biološkim šumom, koji smanjuje uočljivost lezija (lezijom nazivamo patološki promijenjeno nakupljanje radioobilježivača u dijelu) organa i povećava pogreške u numeričkim analizama scintigrama.
Zbog toga su razvijene metode dobivanja slika tankih slojeva tijela. To su tzv. tomografije (grčki: tomos - režanj i grafein - pišem), dok se slika sloja (presjeka) tijela zove tomogram. Jedna od dviju takvih nuklearno-medicinskih metoda je jedno-fotonska emisijska računalna tomografija (SPECT, od engleski: Single Photon Emission Computed Tomography). Pojam  "jednofotonska" razlikuje ovu metodu od pozitronske tomografije, gdje se koristi fotonski par. Pojam "emisijska" naglašava da je izvor zračenja u tijelu, nasuprot transmisijskoj radiološkoj tomografiji, gdje je izvor zračenja izvan tijela.
U SPECT-u se koristi gama kamera, kao i u običnoj, ravninskoj scintigrafiji. Međutim, kamera ne miruje, već se okreće oko tijela ispitanika. Scintigrami koji se pri tome snimaju nisu konačne slike, već samo ulazni podaci iz kojih računalo stvara slike presjeka tijela. Obično se radi o slojevima u ravnini koja je okomita na dugu os tijela (frontalna), oko koje se okreće detektor. Tomogram nastaje matematičkom analizom stotinjak scintigrama.